# Shaolin harcművészete
A Shaolin harcművészete (kínai: 南北少林, pinjin: Nan bei Shao lin, magyaros átírásban: Nan pej Sao lin) egy 1986-os hongkongi harcművészeti film Jet Livel a főszerepben. A film a sikeres Shaolin templom és a Shaolin templom 2. folytatása (bár a történet nem épül az előzőekre). A film Jet Li és első felesége, Huang Csiü-jang (Huang Qiu-yang) második és egyben utolsó közös filmje. Az alkotás érdekessége, hogy a filmben Jet Li komikusi oldala is megmutatkozik: az egyik jelenetben pásztorlánynak öltözik. Ez volt Li első hongkongi filmje.